# Julija Tschumatschenko
Julija Wadymiwna Tschumatschenko (ukrainisch Ю́лія Вадимівна Чумаче́нко, engl. Transkription Yuliya Chumachenko; * 2. Oktober 1994 in Mykolajiw) ist eine ukrainische Leichtathletin, die sich auf den Hochsprung spezialisiert hat.

## Sportliche Laufbahn
Erste internationale Erfahrungen sammelte Julija Tschumatschenko im Jahr 2015, als sie bei den U23-Europameisterschaften in Tallinn mit übersprungenen  1,81 m den geteilten siebten Platz belegte. Im Jahr darauf schied sie bei den Europameisterschaften in Amsterdam mit 1,85 m in der Qualifikationsrunde aus. Mit ihrer neuen Bestleistung von 1,93 m in der Halle qualifizierte sie sich zudem als eine von vier Ukrainerinnen für die Olympischen Sommerspiele in Rio de Janeiro, wurde aber aufgrund der hohen Leistungsdichte nicht für das Nationalteam berücksichtigt. 2017 nahm sie an den Halleneuropameisterschaften in Belgrad teil und schied dort mit 1,86 m in der Qualifikation aus. Zwei Jahre darauf belegte sie bei den Balkan-Hallenmeisterschaften in Istanbul mit 1,88 m den vierten Platz und anschließend siegte sie bei der Sommer-Universiade in Neapel mit Egalisierung ihrer Bestleistung von 1,94 m. 2020 siegte sie mit 1,88 m bei den Balkan-Hallenmeisterschaften in Istanbul und im September gewann sie bei den Freiluftmeisterschaften in Cluj-Napoca mit 1,84 m die Bronzemedaille hinter der Rumänin Daniela Stanciu und ihrer Landsfrau Oksana Okunjewa. Im Jahr darauf siegte sie mit 1,92 m beim Memoriál Josefa Odložila und 2023 mit 1,86 m bei den Trond Mohn Games. Anschließend siegte sie mit 1,86 m bei Kladno hází a Kladenské memoriály sowie mit 1,92 m beim Meeting International de Sotteville, ehe sie bei den Weltmeisterschaften in Budapest mit 1,85 m in der Qualifikationsrunde ausschied. Im Jahr darauf verpasste sie bei den Europameisterschaften in Rom mit 1,85 m den Finaleinzug, wie auch bei den Halleneuropameisterschaften 2025 in Apeldoorn mit 1,80 m.
2022 wurde Tschumatschenko ukrainische Meisterin im Hochsprung.